# Plattsburgh
Plattsburgh és una població del Comtat de Clinton a l'Estat de Nova York. Segons el cens del 2000, Plattsburgh tenia 18.816 habitants, 7.600 habitatges, i 3.473 famílies. La densitat de població era de 1.438,6 habitants per km².
Dels 7.600 habitatges en un 22,3% hi vivien nens de menys de 18 anys, en un 31,1% hi vivien parelles casades, en un 11,4% dones solteres, i en un 54,3% no eren unitats familiars. En el 40,4% dels habitatges hi vivien persones soles el 13,5% de les quals corresponia a persones de 65 anys o més que vivien soles. El nombre mitjà de persones vivint en cada habitatge era de 2,1 i el nombre mitjà de persones que vivien en cada família era de 2,83.
Per edats la població es repartia de la següent manera: un 16,5% tenia menys de 18 anys, un 27,7% entre 18 i 24, un 23,5% entre 25 i 44, un 18,1% de 45 a 60 i un 14,1% 65 anys o més.
L'edat mediana era de 30 anys. Per cada 100 dones de 18 o més anys hi havia 83,7 homes.
La renda mediana per habitatge era de 28.846 $ i la renda mediana per família de 46.337 $. Els homes tenien una renda mediana de 35.429 $ mentre que les dones 26.824 $. La renda per capita de la població era de 17.127 $. Entorn del 13,6% de les famílies i el 23,1% de la població estaven per davall del llindar de pobresa.

## Personatges il·lustres
- Jean Arthur (1900 - 1991) actriu